# Флаг Миннесоты
Флаг Миннесо́ты (англ. Flag of Minnesota) — один из государственных символов американского штата Миннесота.
Флаг представляет собой две части: светло-синее поле и темно-синий многоугольник у левого края. Цвет многоугольника представляет ночное небо, а его форма — упрощенный контур штата — представляет землю, на которой живут все жители Миннесоты. Белая восьмиконечная звезда на темно-синем поле символизирует Полярную звезду и девиз штата — "Звезда Севера". Остальная часть флага, более светлого синего цвета, символизирует обильные воды штата.

## Исторические флаги

Флаг Миннесоты с 1893 по 1957 год (лицевая сторона)
Флаг Миннесоты с 1893 по 1957 год (реверс)
Флаг Миннесоты с 1957 по 1983 год
Флаг Миннесоты с 1983 по 2024 год

## Критика флага 2024 года
В то время как некоторые хвалят новый флаг, другим не нравится его дизайн, они жалуются на затраты на замену флага 1983 года. Некоторые также раскритиковали сам процесс редизайна как поспешный и проведенный без участия большинства жителей Миннесоты.